# Béthancourt-en-Valois
Béthancourt-en-Valois é uma comuna francesa na região administrativa de Altos da França, no departamento de Oise. Estende-se por uma área de 4,12 km². Em 2010 a comuna tinha 219 habitantes (densidade: 53,2 hab./km²).